# مارک فاینز
مارک فاینز (انگلیسی: Mark Fiennes؛ ‏ ۱۱ نوامبر ۱۹۳۳ – ۳۰ دسامبر ۲۰۰۴) عکاس و تصویرگر اهل بریتانیا بود. وی بین سال‌های ۱۹۷۳ تا ۱۹۹۵ میلادی فعالیت می‌کرد. وی دانش‌آموختهٔ کالج ایتن بود و شهرتش بیشتر بابت پژوهش‌های معماری و سازه‌ای است.